# Hemionitis subcordata
Hemionitis subcordata là một loài thực vật có mạch trong họ Adiantaceae. Loài này được (D.C. Eaton ex Davenp.) Mickel miêu tả khoa học đầu tiên năm 1979.